# Буда (Леспезь, Ясси)
Буда (рум. Buda) — село у повіті Ясси в Румунії. Входить до складу комуни Леспезь.
Село розташоване на відстані 332 км на північ від Бухареста, 74 км на захід від Ясс.

## Населення
За даними перепису населення 2002 року у селі проживала 1161 особа.
Національний склад населення села:
| Національність | Кількість осіб | Відсоток |
| -------------- | -------------- | -------- |
| румуни         | 1148           | 98,9%    |
| цигани         | 13             | 1,1%     |

Рідною мовою назвали:
| Мова      | Кількість осіб | Відсоток |
| --------- | -------------- | -------- |
| румунська | 1156           | 99,6%    |
| циганська | 5              | 0,4%     |